# Baule
 Baule  es una población y comuna francesa, situada en la región de Centro, departamento de Loiret, en el distrito de Orleans y cantón de Beaugency.

## Demografía
| 952 | 1004 | 1096 | 1288 | 1457 | 1657 | 2051 | 2086 | 2005 |
| Para los censos de 1962 a 1999 la población legal corresponde a la población sin duplicidades (Fuente: INSEE [Consultar]) |      |      |      |      |      |      |      |      |